# Сімоне Андреа Ганц
Симоне Андреа Ганц (італ. Simone Andrea Ganz; 21 вересня 1993, Генуя) — італійський футболіст, нападник клубу «Асколі». Син відомого у минулому італійського футболіста Мауріціо Ганца.

## Клубна кар'єра
Сімоне Ганц вихованець «Мілана». Спочатку виступав у Прімавері, потім був переведений до основної команди. За «Мілан» Сімоне дебютував 1 листопада 2011 року в матчі 4-го туру Ліги чемпіонів проти БАТЕ, вийшовши на заміну на 83-й хвилині замість Робіньо. Зігравши за Прімаверу 59 ігор і забивши в них 43 голи, Ганц на правах оренди перейшов у «Лумеццане» терміном на один сезон. Дебют Ганца за «Лумеццане» відбувся в першому турі Ліги Про у гостьовому матчі проти «Про Верчеллі», Андреа в цьому матчі провів усі 90 хвилин, але його команда поступилася з рахунком 2-1. Всього за «Лумеццане» Сімоне провів 12 ігор і не забив жодного гола. 31 січня 2014 року було оголошено про перехід Ганца на правах оренди до «Барлетти». У липні 2014 року перейшов на повноцінній основі до «Комо», підписавши контракт терміном на 2 роки.

## Виступи за збірні
З 2011—2013 роки Ганц виступав за юнацьку збірну Італії, провів 5 матчів і забив 1 гол.